# ラケル・ペニントン
ラケル・ペニントン（Raquel Pennington、1988年9月5日 - ）は、アメリカ合衆国の女性総合格闘家。コロラド州コロラドスプリングス出身。アルティテュードMMA所属。元UFC世界女子バンタム級王者。UFC世界女子バンタム級ランキング2位。UFC女子パウンド・フォー・パウンド・ランキング10位。

## 来歴
バスケットボール、ソフトボール、バレーボール、クロスカントリーランニングなど、さまざまなスポーツをして育つ。ペニントンはスポーツと学業ともに優秀な生徒で、2007年に全米優等生協会の幹事として高校を卒業し、多くのスポーツや学業の奨学金を得た。しかし、背中を骨折して大学ではスポーツを行えなかったが、19歳の時に両親の反対を押し切って格闘技を始めた。
2012年3月13日、プロデビュー戦でキム・クートゥアと対戦し、膝蹴りでTKO勝ちを収めた。

### Invicta FC
2012年7月28日、Invicta FC 2でサラ・モラスと対戦し、3-0の判定勝ち。
2012年10月6日、Invicta FC 3でキャット・ジンガノと対戦し、リアネイキッドチョークで一本負けを喫した。

### The Ultimate Fighter
2013年8月、リアリティ番組「The Ultimate Fighter」のシーズン18に参加。合宿所入りを懸けたイリミネーションマッチではトーニャ・エヴァンジャーにギロチンチョークで一本勝ちを収め、ミーシャ・テイトがコーチを務める「チーム・テイト」に選抜された。
女子バンタム級トーナメント1回戦でジェサミン・デュークと対戦し、3-0の判定勝ちを収めたが、準決勝でジェシカ・ラーコーツィに0-3の判定負けを喫した。

### UFC
2013年11月30日、UFC本戦初出場となったThe Ultimate Fighter 18 Finaleで同じチーム・テイトに所属していたロクサン・モダフェリと対戦し、3-0の判定勝ち。
2014年3月15日、UFC 171でバンタム級ランキング9位のジェシカ・アンドラージと対戦し、1-2の判定負け。
2015年2月28日、UFC 184でバンタム級ランキング13位のホリー・ホルムと対戦し、1-2の判定負け。
2015年9月5日、UFC 191でバンタム級ランキング13位のジェシカ・アンドラージと再戦し、リアネイキッドチョークで一本勝ちを収めリベンジに成功。パフォーマンス・オブ・ザ・ナイトを受賞した。
2016年4月16日、UFC on FOX 19でバンタム級ランキング8位のベチ・コヘイアと対戦し、2-1の判定勝ち。
2016年11月12日、UFC 205でバンタム級ランキング1位の前王者ミーシャ・テイトと対戦。TUF18の“師弟対決”で3-0の判定勝ちを収め、試合後にテイトは現役引退を表明した。
2018年5月12日、UFC 224のUFC世界女子バンタム級タイトルマッチで王者のアマンダ・ヌネスに挑戦。肩の手術や自動車事故の影響から1年8ヶ月ぶりの復帰戦となったが、5RにパウンドでTKO負けを喫し、王座獲得に失敗した。
2018年11月10日、UFC Fight Night: Korean Zombie vs. Rodríguezでバンタム級ランキング5位のジャーメイン・デ・ランダミーと対戦し、0-3の判定負け。前日計量でペニントンがバンタム級の規定体重を2ポンドオーバーしたため、138ポンドのキャッチウェイトで試合が行われ、ファイトマネーの20％がデ・ランダミーに支払われた。
2019年7月20日、UFC on ESPN: dos Anjos vs. Edwardsで女子バンタム級ランキング10位のアイリーン・アルダナと対戦し、2-1の判定勝ち。
2020年1月18日、UFC 246で女子バンタム級ランキング3位のホリー・ホルムと約4年11か月ぶりに再戦し、0-3の判定負け。
2020年6月20日、UFC on ESPN: Blaydes vs. Volkovで女子バンタム級ランキング10位のマリオン・レノーと対戦し、判定勝ち。
2021年1月28日、ペニントンは、医師から病気の治療薬として処方された7-ケト-DHEAとAOD-9064が禁止薬物であることを知り、2020年11月17日に米国アンチドーピング機関（USADA）に自己申告した。その後USADAは薬物検査を実施し、申告の通り7-ケト-DHEAの陽性反応が検出された。USADAは自己申告や薬物の使用が短期間だったことに基づき、出場停止を短縮し、ペニントンに6か月間の出場停止を科した。
2021年9月18日、UFC Fight Night: Smith vs. Spannで女子バンタム級ランキング12位のパニー・キアンザドと対戦し、3-0の判定勝ち。
2022年4月9日、UFC 273で女子バンタム級ランキング4位のアスペン・ラッドと対戦し、3-0の判定勝ち。
2023年1月14日、UFC Fight Night: Strickland vs. Imavovで女子バンタム級ランキング2位のケトレン・ヴィエラと対戦し、2-1の判定勝ち。

#### UFC世界王座獲得
2024年1月20日、UFC 297のUFC世界女子バンタム級王座決定戦で女子バンタム級ランキング3位のマイラ・ブエノ・シウバと対戦し、3-0の5R判定勝ち。王座獲得に成功した。

#### 世界王座陥落
2024年10月5日、UFC 307のUFC世界女子バンタム級タイトルマッチで女子バンタム級ランキング1位の挑戦者ジュリアナ・ペーニャと対戦し、4Rに右フックでUFCキャリア初となるダウンを奪うも、1-2の5R判定負け。王座から陥落したが、海外MMAメディアサイトの採点で記者26人中25人がペニントンの勝利を支持するなど物議を醸す判定となった。

## 人物・エピソード
- レズビアンであることを公表しており、2017年5月に同じUFCファイターのティーシャ・トーレスと婚約した[8]。
- ニックネームの「ロッキー（Rocky）」は高校時代の呼び名で、友人たちがファーストネームの「ラケル（Raquel）」をうまく発音できなかったため、この愛称で呼ばれるようになったという[1]。

## 戦績
| 総合格闘技 戦績 | 総合格闘技 戦績 | 総合格闘技 戦績 | 総合格闘技 戦績 | 総合格闘技 戦績 | 総合格闘技 戦績 | 総合格闘技 戦績 |
| --------------- | --------------- | --------------- | --------------- | --------------- | --------------- | --------------- |
| 25 試合         | (T)KO           | 一本            | 判定            | その他          | 引き分け        | 無効試合        |
| 16 勝           | 1               | 4               | 11              | 0               | 0               | 0               |
| 9 敗            | 1               | 1               | 2               | 0               | 0               | 0               |

| 勝敗 | 対戦相手                       | 試合結果                       | 大会名                                                                 | 開催年月日     |
|      | ノルマ・ドゥモン               |                                | UFC Fight Night: Lopes vs. Silva                                       | 2025年9月13日  |
| ×    | ジュリアナ・ペーニャ           | 5分5R終了 判定1-2              | UFC 307: Pereira vs. Rountree 【UFC世界女子バンタム級タイトルマッチ】  | 2024年10月5日  |
| ○    | マイラ・ブエノ・シウバ         | 5分5R終了 判定3-0              | UFC 297: Strickland vs. du Plessis 【UFC世界女子バンタム級王座決定戦】 | 2024年1月20日  |
| ○    | ケトレン・ヴィエラ             | 5分3R終了 判定2-1              | UFC Fight Night: Strickland vs. Imavov                                 | 2023年1月14日  |
| ○    | アスペン・ラッド               | 5分3R終了 判定3-0              | UFC 273: Volkanovski vs. The Korean Zombie                             | 2022年4月9日   |
| ○    | メイシー・チアソン             | 2R 3:07 ギロチンチョーク       | UFC Fight Night: Lewis vs. Daukaus                                     | 2021年12月18日 |
| ○    | パニー・キアンザド             | 5分3R終了 判定3-0              | UFC Fight Night: Smith vs. Spann                                       | 2021年9月18日  |
| ○    | マリオン・レノー               | 5分3R終了 判定3-0              | UFC on ESPN 11: Blaydes vs. Volkov                                     | 2020年6月20日  |
| ×    | ホリー・ホルム                 | 5分3R終了 判定0-3              | UFC 246: McGregor vs. Cowboy                                           | 2020年1月18日  |
| ○    | アイリーン・アルダナ           | 5分3R終了 判定2-1              | UFC on ESPN 4:dos Anjos vs. Edwards                                    | 2019年7月20日  |
| ×    | ジャーメイン・デ・ランダミー   | 5分3R終了 判定0-3              | UFC Fight Night: Korean Zombie vs. Rodríguez                           | 2018年11月10日 |
| ×    | アマンダ・ヌネス               | 5R 2:36 TKO（パウンド）        | UFC 224: Nunes vs. Pennington 【UFC世界女子バンタム級タイトルマッチ】  | 2018年5月12日  |
| ○    | ミーシャ・テイト               | 5分3R終了 判定3-0              | UFC 205: Alvarez vs. McGregor                                          | 2016年11月12日 |
| ○    | エリザベス・フィリップス       | 5分3R終了 判定3-0              | UFC 202: Diaz vs. McGregor 2                                           | 2016年8月20日  |
| ○    | ベチ・コヘイア                 | 5分3R終了 判定2-1              | UFC on FOX 19: Teixeira vs. Evans                                      | 2016年4月16日  |
| ○    | ジェシカ・アンドラージ         | 2R 4:58 リアネイキッドチョーク | UFC 191: Johnson vs. Dodson 2                                          | 2015年9月5日   |
| ×    | ホリー・ホルム                 | 5分3R終了 判定1-2              | UFC 184: Rousey vs. Zingano                                            | 2015年2月28日  |
| ○    | アシュリー・エヴァンス＝スミス | 1R 4:59 ブルドッグチョーク     | UFC 181: Hendricks vs. Lawler 2                                        | 2014年12月6日  |
| ×    | ジェシカ・アンドラージ         | 5分3R終了 判定1-2              | UFC 171: Hendricks vs. Lawler                                          | 2014年3月15日  |
| ○    | ロクサン・モダフェリ           | 5分3R終了 判定3-0              | The Ultimate Fighter 18 Finale                                         | 2013年11月30日 |
| ×    | レスリー・スミス               | 5分3R終了 判定0-3              | Invicta FC 4: Esparza vs. Hyatt                                        | 2013年1月5日   |
| ×    | キャット・ジンガノ             | 2R 3:32 リアネイキッドチョーク | Invicta FC 3: Penne vs. Sugiyama                                       | 2012年10月6日  |
| ○    | ラケル・パルーヒ               | 1R 3:52 ギロチンチョーク       | Destiny MMA - Na Koa 1 【Destiny MMA女子バンタム級王座決定戦】         | 2012年9月8日   |
| ○    | サラ・モラス                   | 5分3R終了 判定3-0              | Invicta FC 2: Baszler vs. McMann                                       | 2012年7月28日  |
| ×    | トリ・アダムス                 | 5分3R終了 判定0-3              | RMBB / TB - A Champion's Quest                                         | 2012年6月22日  |
| ○    | キム・クートゥア               | 2R 2:25 TKO（膝蹴り）          | MFP - Vengeance                                                        | 2012年3月13日  |

## 獲得タイトル
- Destiny MMA女子バンタム級王座（2012年）
- 第7代UFC世界女子バンタム級王座（2024年）

## 表彰
- The Ultimate Fighter 18 ファイト・オブ・ザ・シーズン
- UFC パフォーマンス・オブ・ザ・ナイト（1回）